# Королиця круглолиста
Leucanthemum rotundifolium — вид рослин із родини айстрових (Asteraceae).

## Середовище проживання
Зростає у Європі (Польща, Словаччина, Боснія і Герцеговина, Румунія, Україна).